# جاك سميث (لاعب كريكت)
جاك سميث (7 مارس 1936 في المملكة المتحدة - ) (بالإنجليزية: Jack Smith)‏ هو لاعب كريكت بريطاني. لعب مع نادي مقاطعة بيدفوردشير للكريكت ‏ والمقاطعات الوطنية للكريكيت الإنجليزي والويلزي ‏.

## وصلات خارجية
- جاك سميث على موقع إي آس بي آن كريك إنفو (الإنجليزية)